# Kottorp
Kottorp är ett naturreservat i Linköpings kommun i Östergötlands län.
Området är naturskyddat sedan 2000 och är 19 hektar stort. Reservatet omfattar höjdslänter ner mot en mosse. Reservatet drabbades hårt av stormen Gudrun 2005 som slog ut stora delar av granskogen som nu ligger som död ved. I väster vid Vitmossen finns gransumpskog.